# Вільям Ширер
Вільям Лоуренс Ширер (англ. William Lawrence Shirer; 23 лютого 1904 — 28 грудня 1993) — американський журналіст, військовий кореспондент та письменник; найбільш відомий як автор історії нацистської Німеччини «Злет і падіння Третього Райху», однієї з найбільш цитованих книг про цей період.

## Біографія
Ширер народився у Чикаго в сім'ї юриста. Після смерті батька сім'я перебралася до міста Сідар-Рапідс штату Айова, де Ширер закінчив коледж. Із 1925 року поїхав до Європи, де працював закордонним кореспондентом для американських газет, зокрема «Чикаго Триб'юн»; згодом працював радіокореспондентом для американської мережі CBS із 1937 року. Після переїзду до Європи спочатку жив у Парижі; певний час працював у Індії, де зав'язав близьке знайомство із Магатмою Ґанді. Тривалий час протягом 1930-их років був кореспондентом у нацистській Німеччині.
Ширер висвітлював для CBS знакові події перед Другою світовою війною та на її початку, зокрема Аншлюс Австрії у 1938 році, Мюнхенську угоду, німецьку окупацію Чехословаччини і окупацію Франції у 1940 році.
У 1940 році покинув Європу і повернувся до Сполучених Штатів на фоні посилення нацистської цензури і ймовірних загроз його безпеці з боку нацистської влади. Видана наступного року, його книга «Берлінський щоденник: Записки іноземного кореспондента, 1934—1941» стала бестселером у США й за кордоном.
По завершенні війни Ширер повернувся до Берліна, аби висвітлювати Нюрнберзький процес. У Нью-Йорку вів щотижневу новинну програму CBS; на фоні конфлікту з керівництвом мережі був звільнений у 1947 році. У 1950-их роках репутація Ширера постраждала від звинувачень у симпатії комунізму на фоні «полювання на відьом», очолюваного сенатором Джозефом Маккарті (які сам Ширер заперечував).
Ширер сконцентрувався на роботі над своєю працею «Злет і падіння Третього Райху», котра зрештою стала його найбільш відомою книгою. Вона була видана у 1960 році і отримала Національну книжкову премію. Книга вважається «першою серйозною ненауковою наративною історією нацистського режиму»; було продано кілька мільйонів примірників. В українському перекладі вийшла у видавництві «Наш Формат» у 2017 році.
Згодом Ширер продовжував займатися письменницькою діяльністю і видав низку книжок, зокрема автобіографію у кількох томах. У 1981 році отримав журналістську премію Джорджа Полка. На час смерті жив у місті Ленокс, штат Массачусетс. Помер у 1993 році у Бостоні у віці 89 років. Був одружений тричі, мав двох доньок; вільно розмовляв німецькою, французькою та італійською мовами.

### Українською мовою
- Ширер, Вільям. Злет і падіння Третього Рейху. Історія нацистської Німеччини. Том 1 / пер. Катерина Диса, Олександр Надтока. К.: Наш Формат, 2017. — 704 с. — ISBN 978-617-7513-85-7
- Ширер, Вільям. Злет і падіння Третього Рейху. Історія нацистської Німеччини. Том 2 / пер. Катерина Диса, Олександр Надтока. К.: Наш Формат, 2017. — 600 с. — ISBN 978-617-7513-86-4

### Повний список книг
Нехудожні видання
- 1941 — Berlin Diary: The Journal of a Foreign Correspondent, 1934—1941 (укр. Берлінський щоденник: Записки іноземного кореспондента, 1934—1941)
- 1947 — End of a Berlin Diary (укр. Завершення берлінського щоденника)
- 1952 — Mid-century Journey (укр. Подорож серединою століття)
- 1955 — The Challenge of Scandinavia (укр. Виклики Скандинавії)
- 1960 — The Rise and Fall of the Third Reich (укр. Злет і падіння Третього Райху)
- 1961 — The Rise and Fall of Adolf Hitler (укр. Злет і падіння Адольфа Гітлера)
- 1962 — The Sinking of the Bismarck (укр. Затоплення «Бісмарка»)
- 1969 — The Collapse of the Third Republic (укр. Колапс Третьої Республіки)
- 1976 — 20th Century Journey (укр. Подорож 20 століття; перший том автобіографії)
- 1980 — Gandhi: A Memoir (укр. Ганді: Мемуари)
- 1984 — The Nightmare Years (укр. Кошмарні роки; другий том автобіографії)
- 1990 — A Native's Return (укр. Повернення на батьківщину; третій том автобіографії)
- 1994 — Love and Hatred: The Troubled Marriage of Leo and Sonya Tolstoy (укр. Любов і ненависть: Складний шлюб Льва і Софії Толстих)
- 1999 — This is Berlin (укр. Це Берлін)

Художні видання
- 1950 — The Traitor (укр. Зрадник)
- 1954 — Stranger Come Home (укр. Чужинець повертається додому)
- 1956 — The Consul's Wife (укр. Дружина консула)